# アムール湾

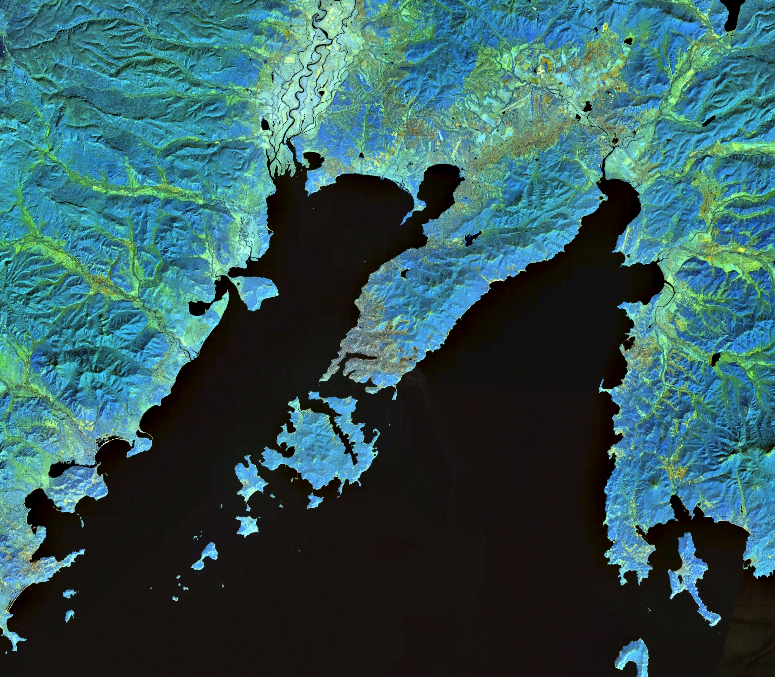
ピョートル大帝湾は半島により、アムール湾（西側）とウスリー湾（東側）に分かれている。

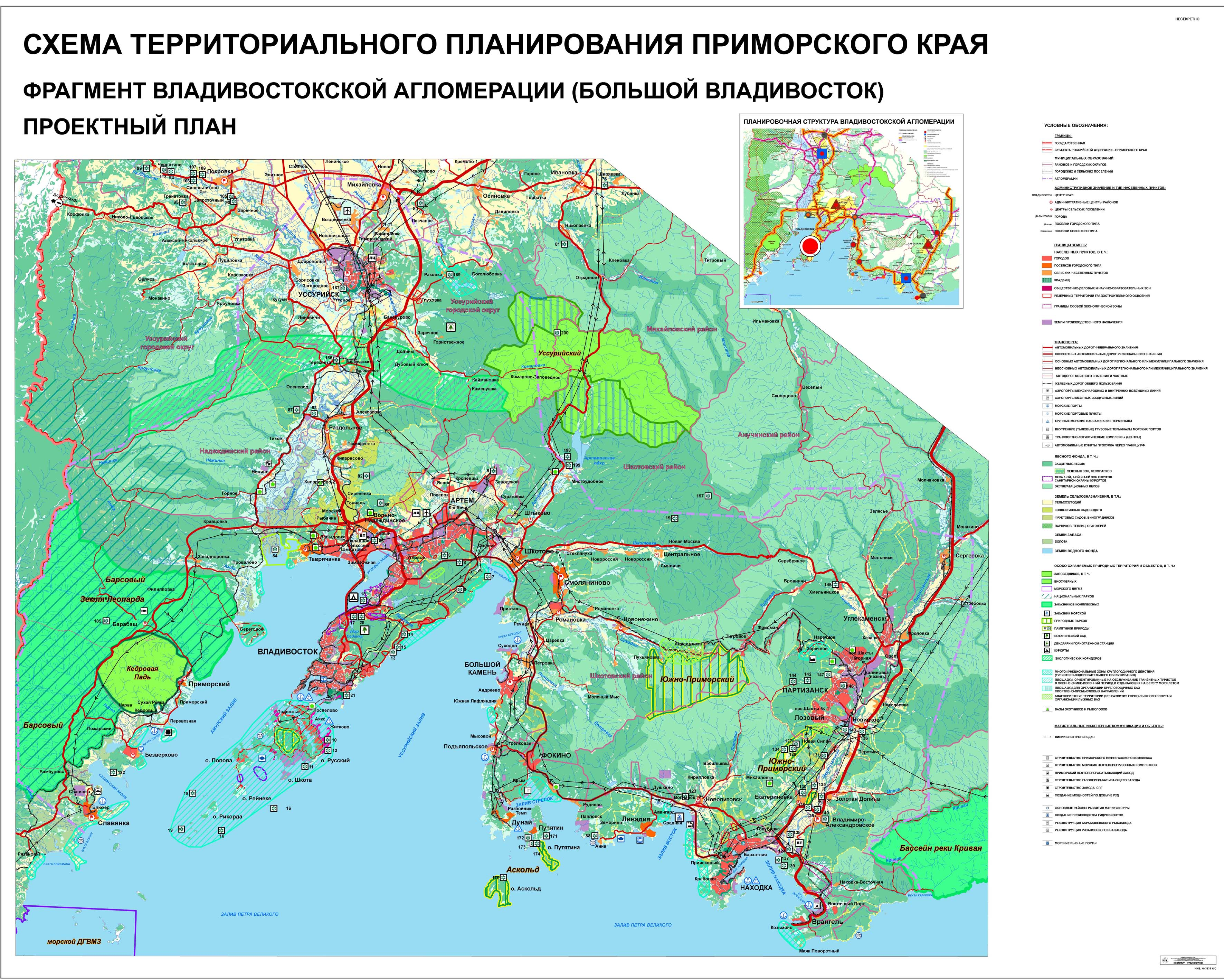
アムール湾はウラジオストクの町（図の中央の半島上）の西にある。図の東にナホトカがある。

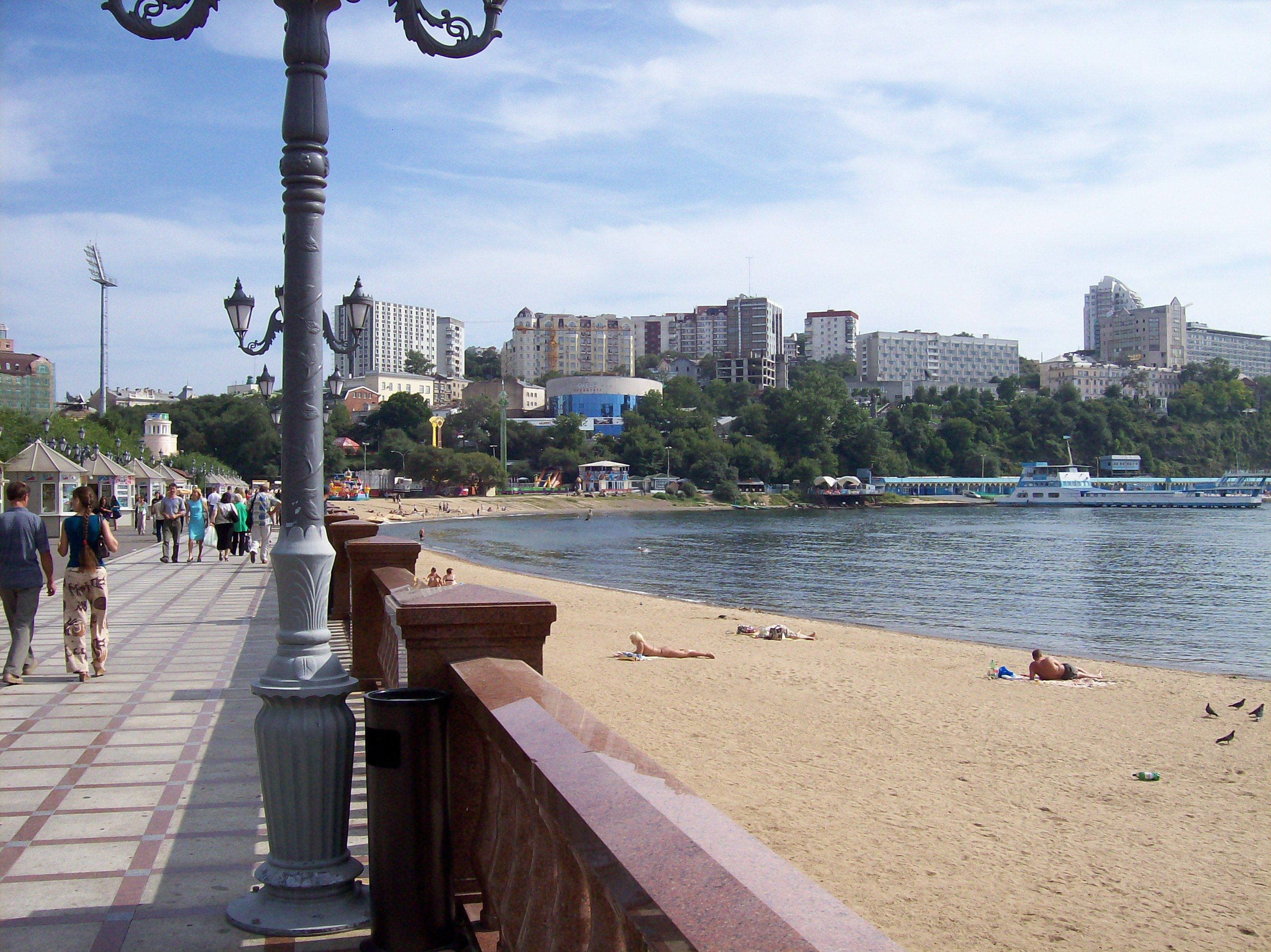
スポーツ湾（ウラジオストク）

アムール湾（アムールわん、ロシア語: Амурский залив）はロシア連邦共和国沿海地方の南海岸、ピョートル大帝湾がウラジオストクのあるムラヴィヨフ＝アムールスキー半島とイェフゲニー諸島で東西に分かれていて、その東側がウスリー湾（Ussuri Bay）で、西側がこのアムール湾である。

## 概要
アムール湾は、日本海の北西岸にある巨大なピョートル大帝湾の中にある、西側の湾である。長さは約65キロメートル、幅は約9〜20キロメートル、深さは最大で約50メートルである。
沿海地方の他の水域の中でアムール湾は陸地に最も深く食い入っており、海岸線の大きなへこみが特徴である。この水域はムラヴィヨフ＝アムールスキー半島と、ルースキー島を含むイェフゲニー諸島との延長線によって外海から仕切きられている。比較的大陸性の気候のため、湾では最も早く氷の形成がされる。ウグロフ湾とノヴィック湾の氷の覆いはすでに11月下旬に現れ、3月下旬から4月上旬に溶ける。しかし、5月にはこれらの湾での水は+14°Cまで温まる。安全な氷上での移動を可能にする耐久性のある着氷は2月に現れて、湾の北部を完全に覆う。静止した氷の広がりの最大境界は通常、ペシャニー岬〜マルコフスキー岬（ポポバ島）の線で東に伸びる。
海底は比較的平らで、湾の上部（北部）の海岸から広大な浅瀬が伸びている。南西、湾の出口に向かって、深さは徐々に増加する。ペシャニー岬〜フトラヤ・レチカの線の北側の平均水深は10〜20メートルである。ウラジオストクとルースキー島の向かいでの水深は15〜30メートル、そしてポポフ島とレイネック島の向かいでは30メートル強、ブリュース岬とリコルダ島の線では最大50メートルに達する。
アムール湾の東岸には、港、ウラジオストクの町、スポーツ湾、トルドヴォエ村があり、ペンション、リゾート、子供たちのキャンプ場がある広いリゾート地になっている。北海岸には、ウグロヴォイ、プロクラドノエ、ジマユジナヤ、デ=フリース、タヴリチャンカ、デヴャトゥイ・ヴァルの集落がある。西海岸には、ペレボズナヤ、ベズヴェルホヴォがある。
東海岸には、シュチェティニノイ岬もある。
アムール湾は隣接するウスリー湾よりも暖かいとされている。
アムール湾の一部を跨ぐニスカヴォドヌイ橋が2012年に完成して、北方面からのウラジオストクへのアクセスが改良された。
アムール湾の奥では中国・黒龍江省から流れてきたラズドリナヤ川（中国語名：綏芬河）が注いでいる。名前のもととなったアムール川はここでなく、ずっと北のアジア大陸とサハリン（樺太）との間のタタール海峡（間宮海峡）で海に注いでいる。